# 혼돈 (신화)

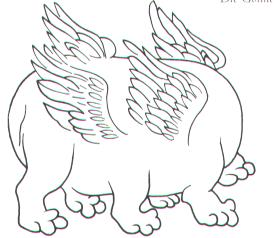
혼돈과 간혹 동일시 되는 제강을 묘사한 그림

혼돈(중국어: 混沌, 병음: Hùndùn 훈둔[*], 또는 중국어 정체자: 渾沌, 간체자: 浑沌, 병음: Hùndùn 훈둔[*])은 중국 신화에 등장하는 존재로, 사흉 중 하나이다. 머리에 눈, 코, 입, 귀가 없다.

## 혼돈의 칠공(七孔)
장자 내편 응제왕(應帝王)에는 다음과 같은 이야기가 등장한다.

남해의 임금을 숙(熟)이라 하고 북해의 임금을 홀(忽)이라 하며 중앙의 임금을 혼돈이라고 한다.
숙과 홀은 수시로 혼돈의 땅에서 서로 함께 만났는데 혼돈은 그들을 치밀하고 은근히 잘 대접했다.
숙과 홀은 혼돈의 덕에 보답할 생각으로 말했다.

"사람들은 모두가 일곱 구멍(七孔)이 있어서 그것으로써 보고 듣고 먹고 호흡을 하는데 그만은 유독 없다.
시험삼아 그것을 뚫어주자"

매일같이 한 구멍씩 뚫었더니 칠일 만에 혼돈이 죽어버렸다.
— 장자 내편 응제왕

## 같이 보기
- 카오스